# Копытин, Игорь
Игорь Копытин (эст. Igor Kopõtin; род. 11 августа 1982, Таллин) — эстонский военный историк и преподаватель. Его известные произведения: «185 дней в Гильменде», «Pioneeripataljon» и «Русские в Освободительной войне». Игорь Копытин — ветеран военной операции НАТО ISAF в Афганистане.

## Образование
В 2000 году закончил Ласнамяэскую Гимназию.
В 2005 году получил диплом учителя истории и обществоведения Таллинского университета.
В 2018 году защитил докторскую диссертацию в Таллинском университете.

## Служба и работа
В Эстонской армии прошёл срочную службу в сапёрных частях в Тапа.
В 2003—2006 году служил инструктором в добровольческой военной организации Кайтселийт,
а в 2006—2011 годах кадровым унтер-офицером в регулярных частях Эстонской армии.
В 2010 году Копытин находился в составе эстонского военного контингента на военной операции в провинции Гильменд,
в Исламской Республике Афганистан.
С 2013 года Игорь Копытин офицер.
С 2014 года - преподаватель военной истории Военного колледжа Сил Обороны Эстонии.

## Учитель
В 2011—2014 гг. Игорь Копытин работал учителем истории в одной из русских школ в Таллине.
В качестве докторанта Копытин читает лекции по военной истории Эстонии в Таллинском университете.
Также он сотрудничает с Военным Музеем Эстонии.

## Творчество
Игорь Копытин является автором нескольких книг и десятков статей.
Он издал следующие книги:
- 185 дней в Гильменде: записки военного водителя. Tribune. Tallinn, 2013.
- Pioneeripataljon 1917—1940: areng ja koostöö. Grenader. Tallinn, 2012.
- Vene ohvitserid Eesti sõjaväes 1918—1940. Tribune. Tallinn, 2012.
- Очерки об истории Эстонской армии 1918—1940. Tribune. Tallinn, 2011.
- Venelased Eesti Vabadussõjas 1918—1920. Tribune. Tallinn, 2010.

## Награды
- Крест Эстонской армии за отличную службу,
- Медаль миротворца,
- Медаль Кайтселийта Pro Patria III класса,
- NATO non-article 5 medal (ISAF),
- Нагрудный знак саперного батальона Эстонской армии,
- Крест «За заслуги» Таллинской дружины Кайтселийта,
- Крест «За заслуги» Восточной роты Кайтселийта,
- Спортивная медаль датского военного контингента в Афганистане Dancon march